# Inspiraciencia
Inspiraciencia és un certamen de relats d'inspiració científica que, des del 2011, organitza el Consell Superior d'Investigacions Científiques (CSIC) amb la col·laboració de la Fundació Espanyola per a la Ciència i la Tecnologia (FECYT) del Ministeri de Ciència, Innovació i Universitats.
Els participants al concurs poden presentar relats, amb un màxim de 800 paraules, en qualsevol dels quatre idiomes oficials a l'Estat espanyol (castellà, català, gallec o basc) i en una de les dues categories: jove (de 12 a 17 anys) o adult (a partir de 18 anys). El concurs de 'Inspiraciència' està impulsat per la Delegació del CSIC a Catalunya amb la col·laboració de nombroses persones i entitats. I compta amb el suport de la Vicepresidència Adjunta de Cultura Científica del CSIC, de les delegacions del CSIC a Andalusia, Aragó, Galícia, Illes Balears, Madrid i València, i d'instituts de Catalunya, Euskadi, Extremadura, Galícia, Madrid i Illes Canàries. Des de la VI edició el lliurament de premis de 'Inspiraciència' es caracteritza pel seu caràcter itinerant. Després de celebrar-se el 2016 a Madrid, el 2017 a la Corunya i el 2018 a Sevilla el 2019 està previst que se celebri a Sant Sebastià.